# Garcinia quadrifaria
Garcinia quadrifaria là một loài thực vật có hoa trong họ Bứa. Loài này được (Oliv.) Baill. ex Pierre mô tả khoa học đầu tiên năm 1883.